# Kleine bloedstuitbuidelspreeuw
De kleine bloedstuitbuidelspreeuw (Cacicus microrhynchus) is een zangvogel uit de familie Icteridae (troepialen).

## Verspreiding en leefgebied
Deze soort telt 2 ondersoorten:
- C. m. microrhynchus: van oostelijk Honduras tot oostelijk Panama.
- C. m. pacificus: van oostelijk Panama tot zuidwestelijk Ecuador.